# War and Peace Studies
War and Peace Studies war ein Projekt, das vom Council on Foreign Relations zwischen 1939 und 1945 vor und während der US-amerikanischen Beteiligung am Zweiten Weltkrieg durchgeführt wurde. Es lieferte der US-Regierung streng vertrauliche Ratschläge für den Krieg und die anschließende Nachkriegszeit. Der vollständige Titel lautete Studies of American Interests in the War and the Peace.
Anlass für die Bildung der Gruppe war der Ausbruch des Zweiten Weltkriegs in Europa. Die Geheimhaltung, die diese Gruppe umgab, war so groß, dass die Mitglieder des Council on Foreign Relations, die nicht an ihren Beratungen beteiligt waren, nichts von ihrer Existenz wussten. Sie war in vier funktionale Themengruppen unterteilt: Wirtschaft und Finanzen, Sicherheit und Rüstung, Territoriales und Politisches. Die Gruppe für Sicherheit und Rüstung wurde von Allen Welsh Dulles geleitet, der später eine Schlüsselfigur in der Vorgängerorganisation der CIA, dem Office of Strategic Services (OSS), wurde. Jede Gruppe hatte einen Leiter, in der Ratssprache „Berichterstatter“ genannt, sowie einen wissenschaftlichen Sekretär und 10 bis 15 Mitglieder. Zwischen 1940 und 1945 nahmen mehrere hundert Personen an den Gruppen teil. Es handelte sich bei diesem um einen Querschnitt der amerikanischen Spitzenkräfte aus den Bereichen Finanzen, Wirtschaft, Recht, Medien, Universitäten und Militär, darunter akademische Experten aus den Bereichen Wirtschaft, Geografie und Politikwissenschaft sowie Berater des Weißen Hauses und andere Regierungsberater. Der CFR erstellte schließlich 682 Memoranden für das US-Außenministerium, die als Verschlusssache gekennzeichnet und an die entsprechenden Regierungsstellen weitergeleitet wurden.
Finanziert wurde das Projekt von der Rockefeller Foundation, die im Laufe des Projekts fast 350.000 Dollar bereitstellte. Im Dezember 1939 wurde ein Lenkungsausschuss unter dem Vorsitz des US-Diplomaten Norman Davis und mit dem Herausgeber von Foreign Affairs, Hamilton Fish Armstrong, als stellvertretendem Vorsitzenden gegründet. Die ersten Bereichsleiter waren:
- Alvin Hansen und Jacob Viner, welche die Wirtschafts- und Finanzgruppe leiteten
- Whitney Shepardson, der die politische Gruppe leitete
- Allen Welsh Dulles und Hanson W. Baldwin, die die Rüstungsgruppe leiteten, und
- Isaiah Bowman, der die territoriale Gruppe leitete.

Ab März 1942 stellte das Projekt Forschungssekretäre für den Beratenden Ausschuss für die Außenpolitik der Nachkriegszeit des Außenministeriums bereit, wobei der Sekretär jeder Gruppe dem entsprechenden Unterausschuss im Außenministerium diente. Die Sitzungen wurden so angesetzt, dass die Sekretäre in der ersten Hälfte jeder Woche ihre Arbeit im Council on Foreign Relations verrichten konnten, während sie den Rest der Woche im Außenministerium verbrachten. Der Arbeit des Experten der War and Peace Studies wurde ein erheblicher Einfluss auf die Gestaltung der Nachkriegsordnung zugeschrieben. Ein Inhalt der Diskussionen war die Schaffung von wirtschaftlichen Großräumen (Grand Areas). Die vier Blöcke waren (1) die westliche Hemisphäre, (2) Kontinentaleuropa und der Mittelmeerraum (ohne die Sowjetunion), (3) der Pazifikraum und der Ferne Osten und (4) das Britische Empire (ohne Kanada), welche als primäre amerikanische Interessensgebiete ausgemacht wurden und was später in das geopolitische Denken des US-Außenministeriums einging. Die Studien beeinflussten auch das System von Bretton Woods, den Marshallplan, die Gründung des Internationalen Währungsfonds sowie die Gründung und Struktur weiterer internationaler Organisationen wie die Weltbank, der NATO und der Vereinten Nationen.
Ein Abschlussbericht der War and Peace Studies mit dem Titel The War and Peace Studies of the Council on Foreign Relations wurden 1946 veröffentlicht.